# 223 av. J.-C.
Cette page concerne l'année 223 av. J.-C. du calendrier julien proleptique.

## Événements
- Printemps-été : campagne d'Antigone III Doson en Arcadie dont les principales villes sont réintégrées à la Ligue achéenne.  Antigone Doson prend Tégée ; des garnisons macédoniennes sont placées à Orchomène, Heraea et Telphusa ; Mantinée, après une sévère répression, est refondée par la Ligue sous le nom d'Antigonée[1] (ou en 224 av. J.-C.[2]).

- 2 juin (21 avril du calendrier romain) : début à Rome du consulat de Caius Flaminius Nepos et Publius Furius Philus[3].
  - Flaminius Nepos soumet la Cisalpine au sud du Pô, franchit le fleuve et écrase les Gaulois insubres. Il a maille à partir avec le Sénat et doit abdiquer prématurément sa charge, sous prétexte de vice de forme[3].

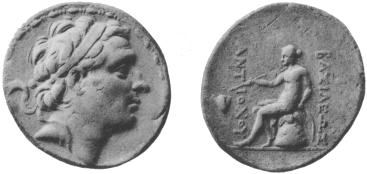
Pièce d'argent d’Antiochos III. Au revers, Apollon assis sur un omphalos.

- Été[4] : Séleucos III est assassiné en Phrygie lors d’une campagne contre Pergame. Son frère Antiochos III Mégas (242/187) lui succède[5]. Il tente vainement de reconquérir les provinces orientales de l’empire séleucide. Il restaure le pouvoir affaibli par les intrigues de cour. Sous son règne, l’État séleucide atteint son apogée. 
  - Antiochos III divise l’Arménie en deux satrapies qu’il confie au gouvernement de deux princes indigènes[6] : Artaxias en grande Arménie (est de l’Euphrate, région d’Erzeroum, Mouch, Van, Erivan) et Zareh (Zariadrès) en Arménie mineure (ouest de l’Euphrate, Sivas, Erzindjan, Mélitène).
- Automne : Mégalopolis est prise par les Spartiates ; les habitants, qui se sont enfuis à Messène sous la conduite de Philopœmen, refusent de s'allier à Sparte, et la ville est pillée et détruite par Cléomène[1] (ou en 224 av. J.-C.[2]).

- Achaios Ier est nommé gouverneur du territoire séleucide à l'ouest du Taurus[7].
- Chine : Qin conquiert le Chu[8].
- 6 000 hilotes de Laconie rachètent leur liberté en versant chacun 500 drachmes[9].

## Naissances
- Cléopâtre Ire.

## Décès en 223 av. J.-C.
- Séleucos III.